# Mariam Kamara

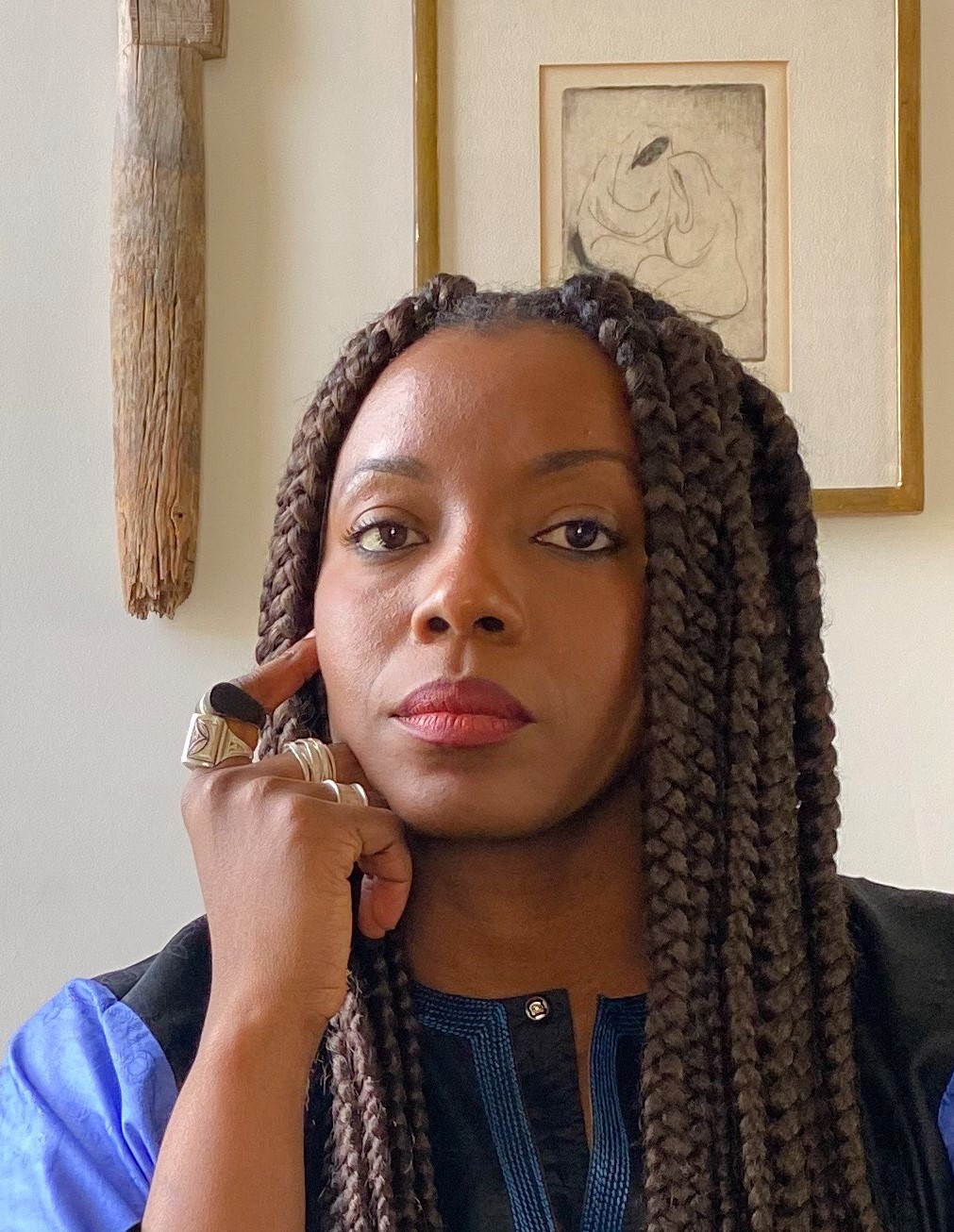
Mariam Kamara (2020)

Mariam Issoufou Kamara (* April 1979 in Saint-Étienne, Frankreich) ist eine nigrische Architektin und Professorin. Ihre Entwürfe konzentrieren sich auf offene Wohnräume und verwenden lokal hergestellte Materialien, die den afrikanischen Gemeinschaften zur Verfügung stehen: Zement, recyceltes Metall und Lehm.

## Leben
Kamara wuchs in Niger auf, sie ist die älteste Tochter des Politikers Mahamadou Issoufou. Als Kamara 6 Jahre alt war, zog die Familie von Niamey in das Saharagebiet, in die Nähe der historischen Stadt Agadez, wo der Vater als Bergbauingenieur tätig war. Dort besuchte sie Felsgravuren und lernte historische Bauformen kennen. Sie erhielt die Möglichkeit, in den USA zu studieren, und entschied zunächst, Computeringenieurin zu werden, wofür sie an der Purdue University einen Bachelor-Abschluss in technischer Informatik (2001) und anschließend an der New York University einen Master-Abschluss in Informatik (2004) erwarb. Sie arbeitete sieben Jahre lang in der Computerbranche, bevor sie sich entschloss, den Beruf zu wechseln und Architektin zu werden, um sich ihren Jugendtraum zu erfüllen.
In 2013 erwarb Kamara einen Master-Abschluss in Architektur an der University of Washington. Ihre Abschlussarbeit mit dem Titel Mobile Loitering befasst sich mit Geschlechterfragen im öffentlichen Raum in Niger. Ihre Masterarbeit wurde 2014 auf der Triennale di Milano im Rahmen der Ausstellung Africa Big Chance Big Change ausgestellt.

### Karriere
Sie war Mitbegründerin der Architektengruppe United4design (2013), als sie noch in den Vereinigten Staaten lebte, und gründete nach ihrer Rückkehr nach Niger ein Architektur- und Forschungsbüro namens Atelier Masomi (2014), das sich auf offene Lebensräume in der lokalen Architektur konzentriert.
Das internationale Architektenkollektiv, das an United4design teilnahm, arbeitete an Projekten in den Vereinigten Staaten, Afghanistan und Niger. Kamaras Entwürfe zeichnen sich durch Gebäude mit geometrischen Formen aus und basieren auf drei lokal hergestellten Materialien, die in vielen Gemeinden verfügbar sind: Zement, recyceltes Metall und Lehm.
Im Jahr 2017 unterrichtete sie als außerordentliche Professorin für Urbanistik an der Brown University in Rhode Island.
Im Jahr 2022 wurde Kamara zur ordentlichen Professorin für Architektonisches Erbe und Nachhaltigkeit an der ETH Zürich ernannt.

### Wichtigste Projekte

#### Niamey 2000
Ihr erstes großes Projekt war Niamey 2000, ein Wohnkomplex, der 2016 gebaut und in Zusammenarbeit mit Yasaman Esmaili, Elizabeth Golden und Philip Sträter entworfen wurde. Das Projekt befasst sich mit den räumlichen Problemen im Zusammenhang mit der Betonstruktur von Kamaras Elternhaus, das in den 1960er Jahren in Niamey gebaut wurde.
Das Ergebnis sind vier Wohneinheiten aus Lehmziegeln. Ein bemerkenswertes Merkmal ist eine Bank an der Vorderseite, die die traditionellen Faada ermöglicht, d. h. Treffen von Freunden und Familie vor den Wohnhäusern.

#### Hikma en Dandaji
Im Jahr 2018 arbeitete sie erneut mit Yasaman Esmaili zusammen, um das Projekt Hikma („Weisheit“ auf Arabisch) in Dandadji in der Region Tahoua in Niger zu realisieren. Das von der Stampflehmtechnik inspirierte Projekt ist ein Kulturkomplex, der eine Moschee, eine Bibliothek und ein Gemeindezentrum umfasst. Ihre Arbeit verbindet die beiden Arten von Wissen „ohne Widerspruch, zwischen weltlichem Wissen und Glauben“. Für jedes Projekt ist Kamaras Vorbereitung der Schlüssel.
Für jedes Projekt führt Kamara Erhebungen vor Ort durch, um die Erwartungen der künftigen Bewohner besser zu verstehen: Wie leben sie und wie empfangen sie? Wie wohl werden sie sich fühlen, wie kulturell entspannt? Was wird es ihnen ermöglichen, die Temperatur in ihrem Haus zu senken? Das Projekt Legacy Restored Center erforderte also sechs Monate Vorbereitung. Im Ergebnis bietet es einen Bürgerraum, der allen Bewohnern des Dorfes Dandadji offen steht, fördert die Bildung der Frauen und stärkt ihre Präsenz in der Gemeinschaft. Das Projekt gewann zwei Preise bei den Lafarge Holcim Awards (2017), dem größten Wettbewerb für nachhaltige Architektur der Welt.

#### Niamey Cultural Center
Kamara arbeitet mit dem britischen Architekten ghanaischer Herkunft, David Adjaye, an der Planung eines neuen Kulturzentrums in Niamey.

#### Bët-bi Museum
Im Mai 2022 wurde Kamara von einer Jury ausgewählt, um die Gestaltung des neuen Bët-bi-Museums in Senegal zu leiten. Das Projekt wird von der Josef und Anni Albers Stiftung und ihrer Schwesterorganisation Le Korsa unterstützt und soll 2025 eröffnet werden.
Kamara ist verheiratet. Sie lebt teilweise in Niamey, wo sie ihr Büro betreibt, und in Providence, Rhode Island.

## Auszeichnungen
- 2017: LafargeHolcim Awards for sustainable construction:[13]
  - Silbermedaille in der Kategorie Global
  - Goldmedaille in der regionalen Kategorie Naher Osten Afrika
- 2018: Rolex Mentor and Protege Arts Initiative Award, das ihr eine Zusammenarbeit mit dem Architekten David Adjaye ermöglicht[3]
- 2019: Prinz-Claus-Preis in den Niederlanden[2]

## Veröffentlichungen (Auswahl)
- Mariam Kamara. Mobile Loitering: A response to public space needs in Niger’s post-colonial, highly gendered urban context. 2014.